# 구암동 (창원시)
구암동(龜岩洞)은 경상남도 창원시 마산회원구의 하위 행정동명이다. 마산회원구의 북동쪽 끝에 위치해 있으며 서쪽과 남쪽으로는 합성동, 북쪽과 동쪽으로는 의창구 의창동과 인접해 있다. 3·15 대로와 경전선을 기준으로 북쪽은 구암1동, 남쪽은 구암2동으로 각각 나뉜다.

## 역사
1570년(선조 3년) 진주 정씨가 이 곳에 정착하여 이 마을의 이름을 '구연'이라 부르는 데에서 유래하였다. 구한말에는 구암리로 불렸으며, 일제강점기부터는 창원군 내서면 구암리가 되었다. 이후 1973년 7월 1일 대통령령 제6542호를 통해 마산시 합성동으로 편입되었으며, 1979년 5월 1일 시조례 제816호를 통해 합성동이 합성1동과 합성2동으로 분동되었다. 1981년 2월 15일에는 시조례 제938호를 통해 합성1동이 합성동으로, 합성2동이 구암동으로 동명을 개칭하게 되었고 1985년 10월 21일 시조례 제1310호를 통해 구암동이 구암1동과 구암2동으로 각각 분동하여 현재에 이르고 있다. 1990년부터 2001년 1월 1일 구 폐지 직전까지는 회원구에 속해있었으며, 2010년 7월에 인근의 옛 창원시, 진해시와 통합한 새로운 창원시가 출범하면서 신설된 마산회원구의 하위 행정구역으로 포함되었다.

## 교육

### 고등학교
- 구암고등학교

### 중학교
- 구암중학교
- 구암여자중학교

### 초등학교
- 구암초등학교
- 중앙초등학교
- 합성초등학교

## 교통
- 남해고속도로제1지선의 동마산 나들목이 동 한가운데에 위치해 있으며, 3·15 대로와 팔용로가 이 동을 관통하고 있다.

## 주요 시설
- KT 동마산지사
- 하이트진로 마산 공장
- 국립 3·15 민주묘지

### 아파트
| 단지명            | 건설사     | 시행사     | 주소                     | 입주       | 비고                                        |
| ----------------- | ---------- | ---------- | ------------------------ | ---------- | ------------------------------------------- |
| 구암 대동타운     | ㈜대동건설 | ㈜대동건설 | 마산회원구 구암남16길 54 | 1998년 2월 |                                             |
| 구암 메트로하이츠 | 중앙건설   | 중앙건설   | 마산회원구 팔용로 215    | 2006년 9월 | 옛 한국도로공사 경남지역본부, 마산지사 부지 |

## 사진

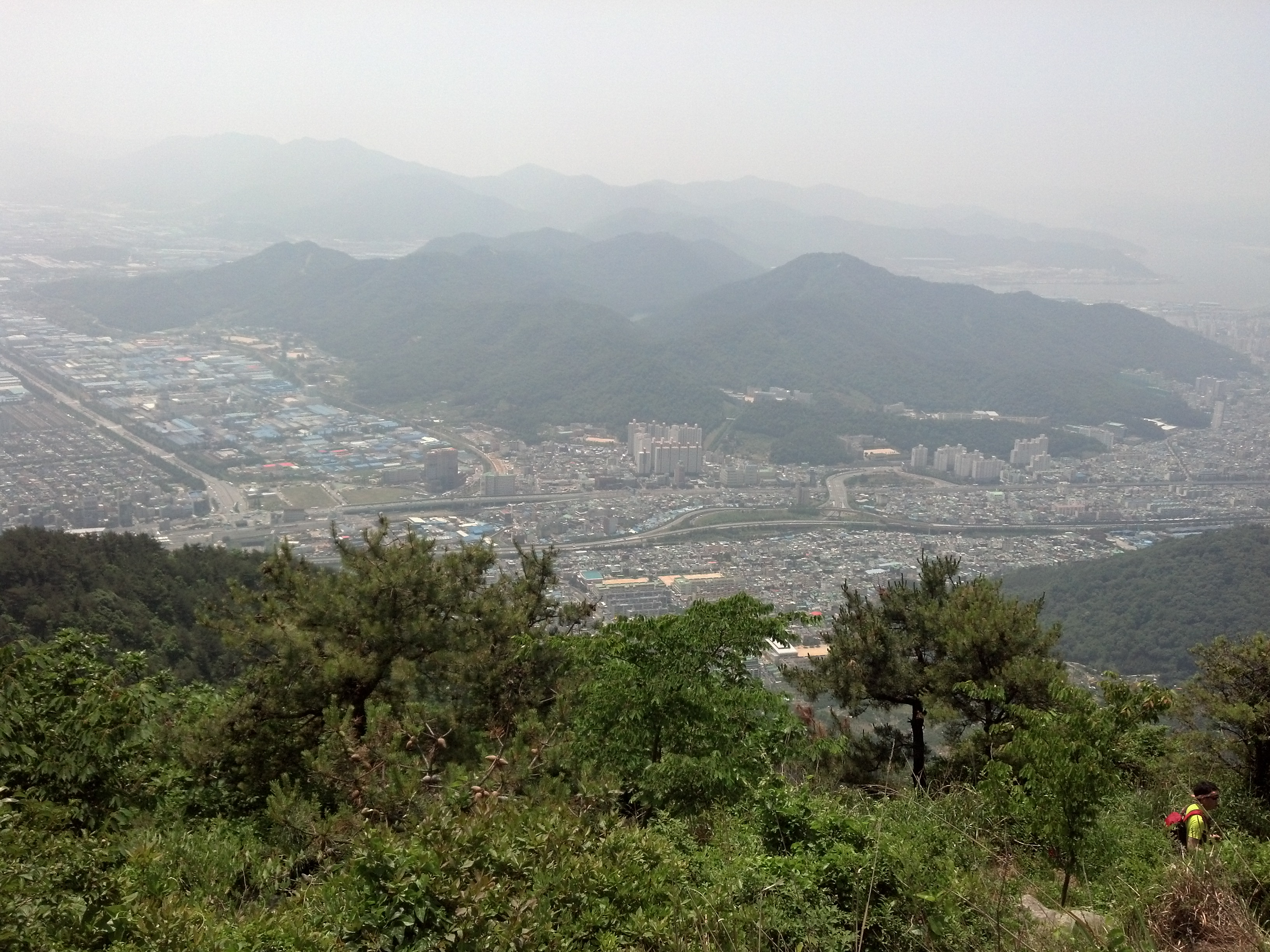
천주산에서 내려다본 구암동